# 1847 en musique classique
| \| • Retour à la chronologie générale de la musique classique • \| |
| Grèce • Rome • Haut Moyen Âge • VIIIe siècle • IXe siècle • Xe siècle • XIe siècle XIIe siècle • XIIIe siècle • XIVe siècle • XVe siècle • XVIe siècle • XVIIe siècle XVIIIe siècle • XIXe siècle • XXe siècle • XXIe siècle |
| • Retour à la chronologie générale de la musique classique • |

| Années en musique classique : 1844 - 1845 - 1846 - 1847 - 1848 - 1849 - 1850    |
| Décennies en musique classique : 1810 - 1820 - 1830 - 1840 - 1850 - 1860 - 1870 |

## Événements
- 4 février: Il birraio di Preston, opéra de Luigi Ricci, créé au Teatro della Pergola à Florence.
- 14 mars: Macbeth, opéra de Giuseppe Verdi, créé au Teatro della Pergola à Florence.
- 4 avril : Inauguration du Gran Teatre del Liceu à Barcelone.
- 22 juillet : I masnadieri (Les Brigands), opéra de Giuseppe Verdi, créé au Her Majesty's Theatre de Londres.
- 15 novembre: Les Premiers pas, opéra-comique de Jacques-Fromental Halévy, créé au Théâtre national de l'Opéra-Comique à Paris.
- 25 novembre: Martha, oder Der Markt zu Richmond, opéra de Friedrich von Flotow, créé au Kärntnertortheater à Vienne.
- 26 novembre: Jérusalem, premier opéra de Giuseppe Verdi pour l'Opéra de Paris, créé à Paris.
- 9 décembre : la Symphonie no 3 de Niels Gade, créée à Copenhague.

Date indéterminée
- la Rhapsodie hongroise no 2 est composée par Franz Liszt.
- Arrivée du maître de ballet français Marius Petipa à Saint-Pétersbourg.

## Prix
- Louis Deffès remporte le Grand Prix de Rome.

## Naissances

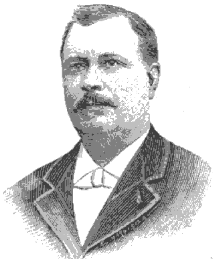
Numa Auguez

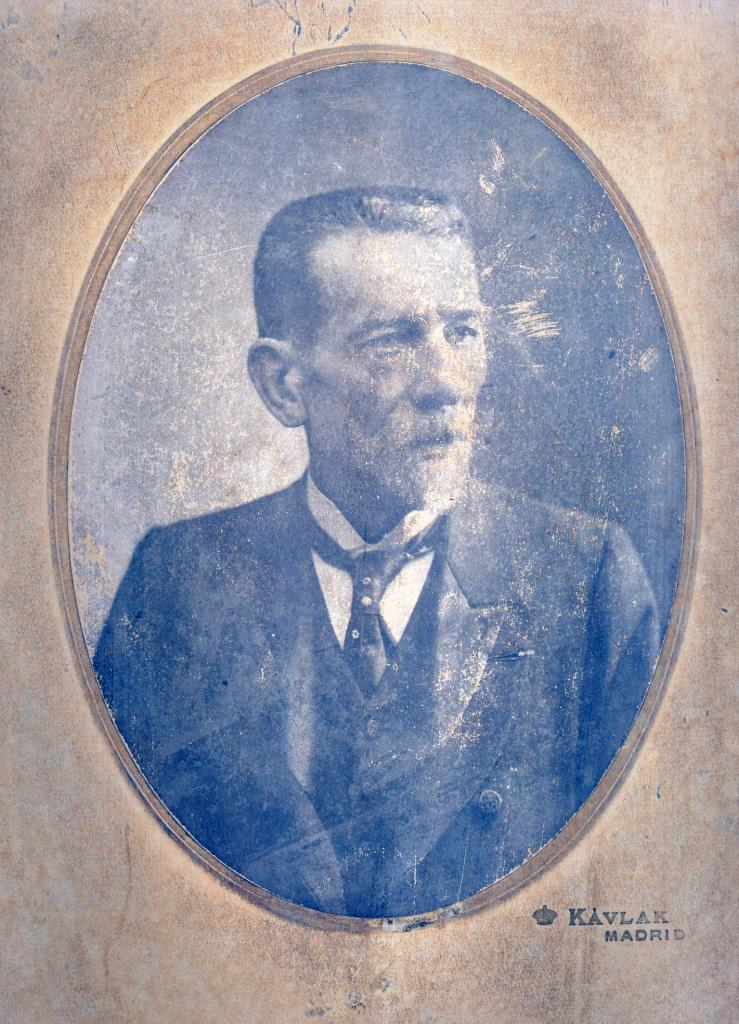
Victor de Mirecki

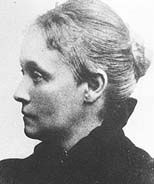
Agathe Backer Grøndahl

- 23 janvier : Léopold Wenzel, compositeur et chef d'orchestre français († 21 août 1923).
- 31 janvier : Numa Auguez, chanteur baryton, professeur au Conservatoire national de musique († 27 janvier 1903).
- 15 février : 
  - Pierre-Émile Engel, ténor français († 18 juillet 1927).
  - Robert Fuchs, compositeur autrichien († 19 février 1927).
- 16 février : Philipp Scharwenka, compositeur et pédagogue allemand d’origine tchéco-polonaise († 16 juillet 1917).
- 22 février : Charles-Paul Turban, clarinettiste français († 10 mai 1905).
- 8 mars : Hermann Winkelmann, ténor allemand créateur du rôle de Parsifal de Wagner († 18 janvier 1912).
- 9 mars : Martin-Pierre Marsick, violoniste belge († 21 octobre 1924).
- 28 avril : Louis Canivez, compositeur et chef d'orchestre belge († 18 novembre 1911).
- 29 avril : Joachim Andersen, flûtiste, chef d'orchestre et compositeur danois († 7 mai 1909).
- 13 mai : Johannes Haarklou, compositeur norvégien († 26 novembre 1925).
- 24 juin : Gaston Salvayre, compositeur et critique musical français († 17 mai 1916).
- 28 juin :
  - Pauline Erdmannsdörfer-Fichtner, pianiste et compositrice allemande († 24 septembre 1916).
  - Sveinbjörn Sveinbjörnsson, compositeur islandais († 23 février 1927).
- 5 juillet : Agnes Zimmermann, pianiste et compositrice allemande († 14 novembre 1925).
- 11 juillet : Walter Willson Cobbett, homme d'affaires anglais, violoniste amateur († 22 janvier 1937).
- 21 juillet : Victor de Mirecki, violoncelliste et pédagogue espagnol († 19 février 1927).
- 31 juillet : Ignacio Cervantes, musicien cubain, pianiste et compositeur († 29 avril 1905).
- 1er août : Guido Papini, violoniste et compositeur italien († 3 octobre 1912).
- 22 août : Alexander Mackenzie, compositeur écossais († 28 avril 1935).
- 29 août : Romilda Pantaleoni, soprano italienne († 20 mai 1917).
- 19 septembre : Robert Stark, clarinettiste, compositeur et professeur de musique allemand († 29 octobre 1922).
- 17 octobre : Chiquinha Gonzaga, compositrice et chef d'orchestre brésilienne († 28 février 1935).
- 21 octobre : Giuseppe Giacosa, librettiste italien des opéras de Puccini († 1er septembre 1906).
- 1er novembre : Emma Albani, soprano canadienne († 3 avril 1930).
- 16 novembre : Augusta Holmès, compositrice française († 28 janvier 1903).
- 30 novembre : August Klughardt, musicien et compositeur allemand († 3 août 1902).
- 1er décembre : Agathe Backer Grøndahl, pianiste et compositrice norvégienne († 4 juin 1907).
- 8 décembre : Armand Raynaud, compositeur et chef d'orchestre français († 3 avril 1900).

## Décès

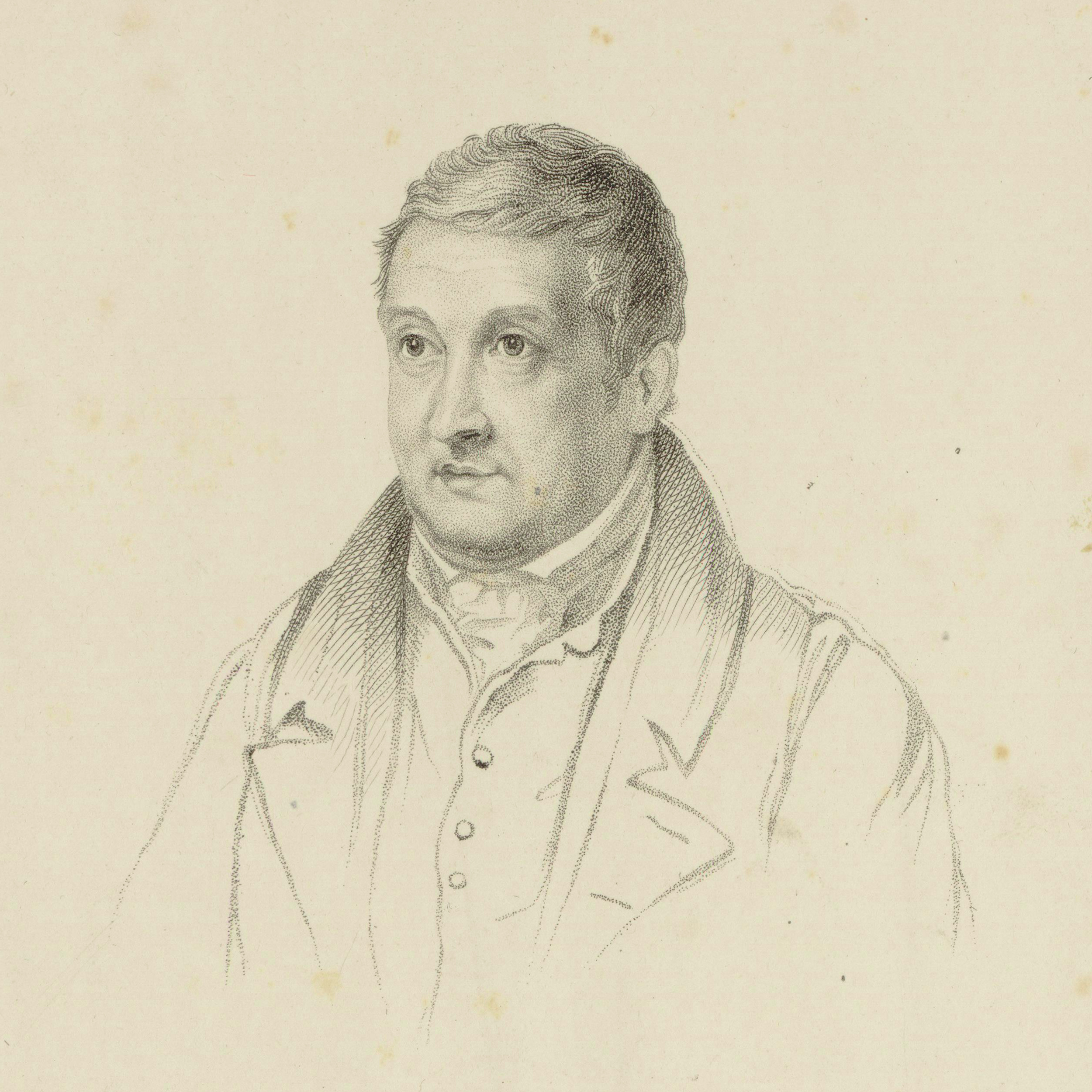
William Crotch

- 21 février : Joseph Seipelt, basse, compositeur et chef de chœur autrichien (° 5 novembre 1787).
- 8 mai : Giacomo Cordella, compositeur italien (° 25 juillet 1786).
- 14 mai : Fanny Mendelssohn, pianiste et compositrice allemande (° 14 novembre 1805).
- 16 mai : Caspar Ett, organiste et compositeur allemand (° 5 juillet 1788).
- 11 juin : Heinrich Joseph Bärmann, clarinettiste et compositeur allemand (° 14 février 1784).
- 19 juillet : Johann Wilhelm Wilms, compositeur néerlandais (° 30 mars 1772).
- 31 octobre : Guillaume Louis Cottrau, compositeur et éditeur français (° 10 août 1797).
- 4 novembre : Felix Mendelssohn, compositeur allemand (° 3 février 1809).
- 24 décembre : Olivia Buckley, harpiste, organiste et compositrice anglaise († 1799).
- 29 décembre : William Crotch, organiste et compositeur anglais (° 5 juillet 1775).